# System Hilberta
System Hilberta – dowolny system automatycznego dowodzenia twierdzeń, w którym występuje pewien zbiór aksjomatów i reguł dowodzenia, a dowód składa się z ciągu formuł będących albo aksjomatami, albo formułami wyprowadzonymi z poprzednich formuł na podstawie reguł dowodzenia, z których ostatnia jest właśnie formułą którą chcemy dowieść. Jest to wnioskowanie w przód w przeciwieństwie do wnioskowania w tył znanego z innych systemów dowodzenia.
Istnieje wiele Systemów Hilberta do różnych logik i dla jednej logiki.
Podstawową regułą dowodzenia w większości z nich jest modus ponens:
- jeśli {\displaystyle x} i {\displaystyle x\supset y,} to {\displaystyle y.}

Ponadto zwykle dodaje się regułę substytucji:
- jeśli dana jest pewna formuła, to wolno dopisać formułę powstałą przez podstawienie dowolnej formuły za wszystkie wystąpienia pewnej zmiennej.

Zamiast skończonej liczby aksjomatów dopuszcza się skończoną liczbę schematów aksjomatu, czyli w istocie nieskończenie wiele aksjomatów.

## Przykład
Załóżmy, że mamy regułę modus ponens i dwa schematy aksjomatu:
1. {\displaystyle X\supset (Y\supset X)}
2. {\displaystyle (X\supset (Y\supset Z))\supset ((X\supset Y)\supset (X\supset Z)).}

Udowodnijmy teraz, że {\displaystyle P\supset P{:}}

Z schematu 1 podstawiając {\displaystyle X=P,} {\displaystyle Y=P}
{\displaystyle P\supset (P\supset P)}
Z schematu 1 podstawiając {\displaystyle X=P,} {\displaystyle Y=(P\supset P)}
{\displaystyle P\supset ((P\supset P)\supset P)}
Z schematu 2 podstawiając {\displaystyle X=Z=P,} {\displaystyle Y=(P\supset P)}
{\displaystyle (P\supset ((P\supset P)\supset P))\supset ((P\supset (P\supset P))\supset (P\supset P))}
Z drugiej i trzeciej formuły i modus ponens:
{\displaystyle (P\supset (P\supset P))\supset (P\supset P)}
Z pierwszej i czwartej formuły i modus ponens:
{\displaystyle (P\supset P)}
Co miało zostać udowodnione.